# Landkreis Harz
Landkreis Harz er en  Landkreis i den tyske delstat Sachsen-Anhalt som blev dannet i forbindelse med  Kreisreform Sachsen-Anhalt 2007 1. juli 2007 af landkreisene Halberstadt, Wernigerode og Quedlinburg samt byen Falkenstein (Harzen) (Landkreis Aschersleben-Staßfurt). Administrationsby er Halberstadt; Området har   244.248 indbyggere (pr. 31. december 2006). 

## Geografi
Landkreisen er en del af  bjergområdet Harzen, i den vestlige del af Sachsen-Anhalt og grænser mod syd til landkreisene Mansfeld-Südharz (Sachsen-Anhalt) og Nordhausen (Thüringen), mod øst til Salzlandkreis (Sachsen-Anhalt), mod nord til landkreisene Börde (Sachsen-Anhalt), Helmstedt og Wolfenbüttel (begge i Niedersachsen). Mod vest har den grænse til Landkreis Goslar i Niedersachsen.

## Byer og kommuner
(indbyggertal pr. 31. december 2006)
Enhedskommuner
1. Elbingerode, by (5.591)
2. Falkenstein, by [adm. Ermsleben] (6.187)
3. Halberstadt, by (39.318)
4. Huy (8.485)
5. Quedlinburg, by (22.185)
6. Wernigerode, by (33.871)

Forvalningssamarbejder med deres medlemskommuner
* Administration for Verwaltungsgemeinschaftet
| - 1. VG Ballenstedt/Bode-Selke-Aue 1. Ballenstedt, by * (7.802) 2. Ditfurt (1.803) 3. Hausneindorf (819) 4. Hedersleben (1.675) 5. Heteborn (383) 6. Radisleben (469) 7. Wedderstedt (449) - 2. VG Blankenburg 1. Blankenburg (Harzen), by * (15.553) 2. Cattenstedt (720) 3. Heimburg (929) 4. Hüttenrode (1.191) 5. Timmenrode (1.068) 6. Wienrode (896) - 3. VG Bode-Holtemme 1. Groß Quenstedt (1.013) 2. Harsleben (2.304) 3. Nienhagen (449) 4. Schwanebeck, by (2.344) 5. Wegeleben, by * (3.053) - 4. VG Brocken-Hochharz 1. Allrode (662) 2. Altenbrak (368) 3. Benneckenstein (Harz), by (2.234) 4. Elend (514) 5. Hasselfelde, by * (3.072) 6. Schierke (721) 7. Sorge (119) 8. Stiege (1.170) 9. Tanne (670) 10. Treseburg (92) | - 5. VG Gernrode/Harz 1. Bad Suderode (1.858) 2. Friedrichsbrunn (1.038) 3. Gernrode, by * (3.897) 4. Rieder (1.924) 5. Stecklenberg (663) - 6. VG Harzvorland-Huy 1. Aspenstedt (547) 2. Athenstedt (431) 3. Danstedt (539) 4. Langenstein (1.929) 5. Sargstedt (734) 6. Schachdorf Ströbeck * (1.149) - 7. VG Ilsenburg (Harz) 1. Darlingerode (2.368) 2. Drübeck (1.481) 3. Ilsenburg (Harz), by * (6.242) - 8. VG Nordharz 1. Abbenrode (946) 2. Derenburg, by (2.662) 3. Heudeber (1.273) 4. Langeln (1.110) 5. Reddeber (880) 6. Schmatzfeld (355) 7. Stapelburg (1.391) 8. Veckenstedt * (1.475) 9. Wasserleben (1.540) | - 9. VG Osterwieck-Fallstein 1. Aue-Fallstein (5.245) 2. Berßel (736) 3. Bühne (558) 4. Lüttgenrode (728) 5. Osterwieck, by * (3.810) 6. Rhoden (464) 7. Schauen (501) 8. Wülperode (549) - 10. VG Thale 1. Neinstedt (1.949) 2. Thale, by * (12.432) 3. Weddersleben (1.072) 4. Westerhausen (2.151) - 11. VG Unterharz 1. Dankerode (809) 2. Güntersberge, by (916) 3. Harzgerode, by * (4.276) 4. Königerode (812) 5. Neudorf (676) 6. Schielo (571) 7. Siptenfelde (605) 8. Straßberg (777) |